# Condes (Lugo)
Condes (llamada oficialmente San Martiño de Condes) es una parroquia y un lugar español del municipio de Friol, en la provincia de Lugo, Galicia.

## Otras denominaciones
La parroquia también es conocida por el nombre de San Martiño dos Condes.

## Organización territorial
La parroquia está formada por veintiséis entidades de población:

### Entidades de población
Entidades de población que forman parte de la parroquia:
- Acibeiro (O Aciveiro)
- Arriba
- Arxerei
- Bustelo
- Cancela (A Cancela)
- Castro (O Castro)
- Devesa (A Devesa)
- Fondoso (O Fondoso)
- Fonte do Can (A Fonte do Can)
- Heidreira (A Hedreira)
- Macedo
- Pardellas (As Pardellas)
- Picha (A Picha)
- Quintiá
- Racamonde
- Rodo do Muíño (O Rodo do Muíño)
- San Martiño de Condes
- Santa Eufemia
- Torre (A Torre)
- Ximondriz
- Xul
- Xulacasa

### Despoblados
Despoblados que forman parte de la parroquia:
- Abeledo
- Casas do Monte (As Casas do Monte)
- Fornelos (Os Fornelos)
- Foxaco

## Demografía

### Parroquia
| Gráfica de evolución demográfica de Condes (parroquia) entre 2000 y 2019 |
|                                                                          |
| Datos según el nomenclátor publicado por el INE.                         |

### Lugar
| Gráfica de evolución demográfica de San Martiño de Condes (lugar) entre 2000 y 2019 |
|                                                                                     |
| Datos según el nomenclátor publicado por el INE.                                    |